# Caroline Eichler

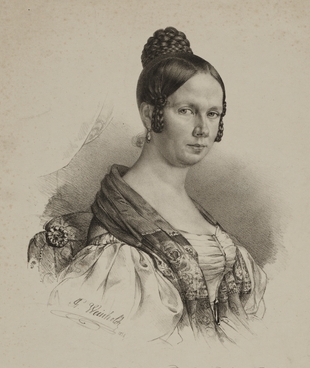
Caroline Eichler, 1838 porträtiert von Johann Georg Weinhold

Margarethe Caroline Eichler (* vermutlich 1808; † 6. September 1843 in Berlin-Friedrichstadt) war eine deutsche Bandagistin, Feinmechanikerin („Instrumentenmacherin“) und Konstrukteurin. Sie entwarf die erste brauchbare moderne Handprothese.

## Leben
Laut Maria Curter wurde Caroline Eichler im Jahr 1808 oder 1809 möglicherweise in Nordhausen (Thüringen) oder Berlin als dritte Tochter des Malers Johann Gottlieb Eichler geboren; jedenfalls wurde eine Margretha Carolina, Tochter des „Mahlers“ Johann Gottlieb Eichler, am 2. September 1808 in Neustadt bei Dresden getauft.
Über ihre Schulbildung ist nichts bekannt, aber in ihren Arbeiten zeigt sie Kenntnisse der Physik und der technischen Mechanik.
Um 1826 war Eichler als Kindermädchen bei der Familie von F. Sperling, dem „Bratenspicker“ von Prinz Wilhelm (Friedrich Wilhelm IV. oder Wilhelm I.), beschäftigt. Später arbeitete sie nach eigenen Angaben als Krankenpflegerin.
Eichler konstruierte 1832 eine Beinprothese mit Kniegelenk, für die sie am 23. November 1833 als erste Frau in Preußen ein Patent erhielt. Weitere Patente erhielt sie für das Russische Reich:S. 4 und, am 13. Januar 1835, für das Königreich Bayern.
Eichler bewarb ihre Beinprothese in einer im Selbstverlag herausgegebenen Schrift, worin sie nicht ohne Stolz verkündete, dass ihre Konstruktion bereits mit Erfolg eingesetzt worden sei.:S. 38f.
Johann Friedrich Dieffenbach, Leiter der Chirurgie an der Berliner Charité, berichtet vom erfolgreichen Einsatz der Eichlerschen Fußprothese bei einem seiner Patienten und lobt die Konstruktion ausdrücklich.:S. 115
Auch auf eine künstliche Hand erhielt Eichler am 24. November 1836 ein preußisches Patent.
Dies war die erste brauchbare Eigenkraftprothese der oberen Extremität.
Eichler firmierte daraufhin als Verfertigerin künstlicher Füße und Hände in Berlin. In der zeitgenössischen Literatur wurde sie, da sie nicht dem gängigen Frauenbild jener Zeit entsprach, auch als „Blaustrumpf“ bezeichnet.:S. 106
Caroline Eichler heiratete am 30. Oktober 1837 in der Dorotheenstädtischen Kirche in Berlin den sieben Jahre jüngeren Mechaniker Carl Friedrich Eduard Krause aus Bielefeld, von dem sie sich später wieder scheiden ließ.
Am 6. September 1843 wurde sie von Krause in ihrer Wohnung mit einer zugespitzten Feile ermordet. Nach der Scheidung habe er immer wieder Geld von ihr erpresst, stellt der Kriminalbericht fest, und dabei sei es schließlich zum Streit gekommen.

## Beinprothese

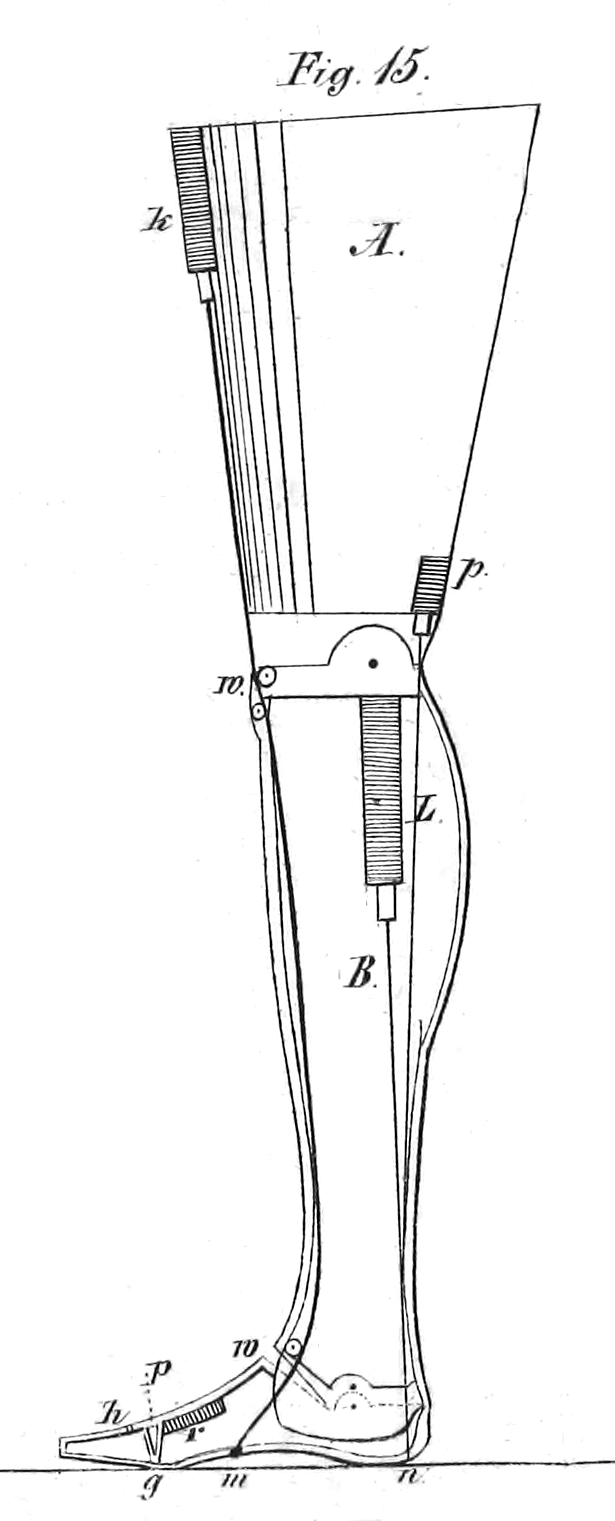
Zeichnung der Beinprothese von Eichler

Die von Caroline Eichler entwickelte Beinprothese verfügte über ein bewegliches, selbstständig arbeitendes Kniegelenk, was seinerzeit noch keineswegs selbstverständlich war, von Eichler aber als unumgänglich angesehen wurde. Bisherige Konstruktionen verfügten entweder über kein Kniegelenk oder mussten, wie die Ende des 16. Jahrhunderts von dem Chirurgen Ambroise Paré beschriebenen künstlichen Beine, über eine Zugschnur betätigt werden.
Die Konstruktion bestand aus einem aus Weißblech, Messing und später Neusilberblech:S. 108 gefertigten Schaft für den Beinstumpf, dem daran gelenkig befestigten, hohl gearbeiteten Unterschenkel aus mit Leinwand überklebtem, hohl gearbeitetem Linden-, Weiden- oder Pappelholz:S. 108 und dem zweiteiligen Fuß, der ebenfalls aus Holz und mit einem Gelenk beweglich am Schenkelstück befestigt war. Das Blech des Oberschenkelschafts konnte relativ einfach kaltverformt und damit an den Stumpf angepasst werden. Außerdem sollte die Prothese so im Vergleich zu einer massiven Holzkonstruktion leichter werden. Das Gewicht betrug komplett etwa 4 Pfund 15 Lot (ca. 2,1 kg).:S. 108
Das Kniegelenk kam ohne Sperrvorrichtung aus und wurde über Darmsaiten und auf Druck belastete Spiralfedern bewegt,:S. 108 die nach den Vorstellungen Eichlers menschlichen Sehnen und Muskeln entsprechen sollten. Durch den von Eichler konstruierten Mechanismus konnte sich das Knie beim Gehen beugen, während die Federn das Bein beim Anheben wieder in die gestreckte Ausgangslage brachten. Der Amputierte musste also nicht passiv nachhelfen und „an einem Fädchen ziehen“.:S. 23

„Uebrigens wird durch diese Federn der Zug beim Gehen sanft und gleichmässig, so dass weder der Stumpf, noch der Körper eine Erschütterung erleidet“

Die nötige Übung, um mit ihrer Prothese zu gehen, vergleicht die Konstrukteurin mit dem Laufenlernen eines Kleinkindes oder dem Erlernen eines Tanzes.:S. 37 Statt Krücken sollte lediglich ein Gehstock nötig sein, nach einer Übungszeit von ein bis zwei Wochen sei dann Laufen auf gepflastertem wie ungepflastertem Boden und sogar Treppensteigen auch ohne Stock möglich.:115
Eichler legte, gestützt auf ihre Erfahrungen als Krankenpflegerin, großen Wert auf praktische Verwendbarkeit. Sie beschrieb daher auch genau, wie ihr künstliches Bein anzulegen sei. Der Stumpf sollte zuerst mit Bandagen fest umwickelt und dann ein ausgepolsterter Ledertrichter übergezogen werden, bevor die Prothese angelegt und mit einem Gurt über die Schulter befestigt wurde. So sollte jeder Druck auf den Oberschenkelstumpf vermieden werden. Bis dahin war es üblich, Beinprothesen direkt am Stumpf abzustützen, was eine dauerhafte Verwendung unmöglich machte.

### Rezeption
Gutachterkommissionen des preußischen Ministeriums für Medicinal-Wesen sowie des Ministeriums für Handels- und Gewerbeangelegenheiten unterzogen die von Eichler konstruierte Prothese einer umfangreichen Prüfung, bevor das Patent schließlich erteilt wurde.:S. 39f.
Eichler erhielt Empfehlungen von zahlreichen Ärzten, unter anderem von Generalstabsarzt Johann Wilhelm von Wiebel und von Johann Friedrich Dieffenbach, dem Leiter der Chirurgie an der Berliner Charité.
Die Prothesen stellten nach Ansicht der zeitgenössischen Autoren eine wesentliche Weiterentwicklung gegenüber allen früher bekannten Konstruktionen dar und dienten zumindest im deutschsprachigen Raum noch längere Zeit als Vorbild und Standard für spätere Entwicklungen.:S. 115

## Handprothese

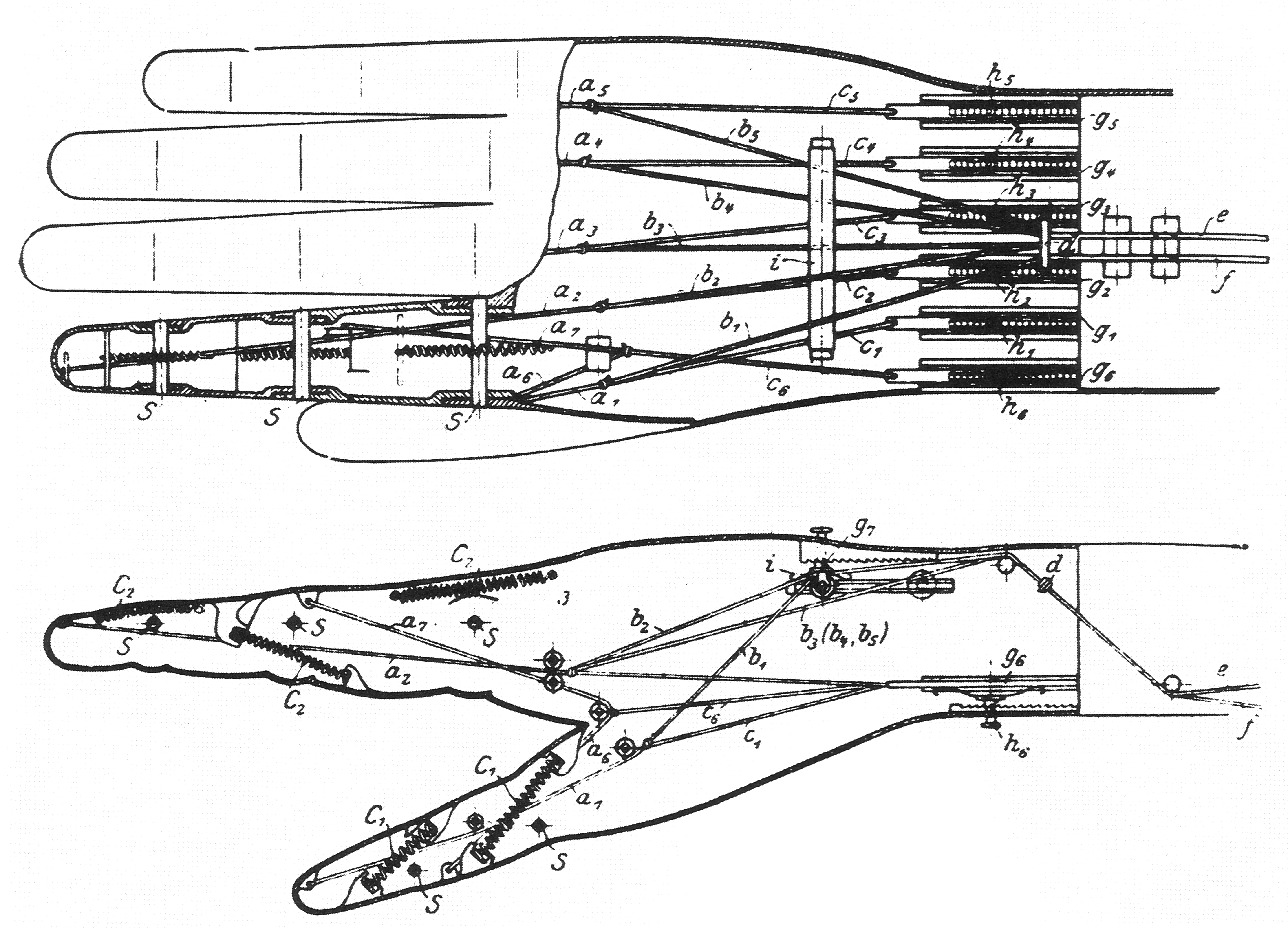
Darstellung der Kunsthand

Eichlers künstliche Hand von 1836:S. 31 war die erste brauchbare willkürlich, also ohne Unterstützung der gesunden Hand, bewegliche Prothese der oberen Extremität.
Dabei bediente sie sich eines um 1812 von dem Berliner Zahnarzt Peter Baliff erfundenen Prinzips. Baliff hatte sich die „Eiserne Hand“ des historischen Götz von Berlichingen zum Vorbild genommen und eine Kunsthand entworfen,:S. 89 deren Konstruktion jedoch wenig ausgereift und nicht praxistauglich war. Hauptkritikpunkt war, dass die Finger der Kunsthand aktiv geöffnet, aber passiv durch Federkraft geschlossen wurden. Baliffs Prothese fehlte es deshalb an Kraft beziehungsweise konnte diese nicht ausreichend dosiert werden.:S. 27 Außerdem entsprach seine aus Eisenblech gefertigte Prothese nicht den anatomischen beziehungsweise ästhetischen Anforderungen.
Obwohl Eichlers Handprothese wie diejenige Baliffs durch die verbliebene Muskulatur im Oberarmstumpf mittels eines Zugmechanismus betätigt wurde, unterschied sie sich im Mechanismus deutlich von dieser. Die Finger wurden aktiv geschlossen und durch Spiralfedern aus Neusilberdraht, je eine in jedem Fingergelenk, wieder gestreckt.:S. 33
Zur Kraftübertragung dienten Darmsaiten von rund 1 mm Durchmesser.
Die Finger waren wie bei der „Götzhand“ in drei, der Daumen in zwei Gelenken beweglich.:S. 91ff. Sie konnten durch fünf separate Schieber an der Handwurzel auch einzeln bewegt werden, allerdings nur passiv. Im Gegensatz zu den Eisernen Händen der Renaissance verfügte die Handprothese über einen opponierbaren Daumen, der mittels eines sechsten Schiebers einen Pinzettengriff ermöglichte.:S. 91ff.
Eichlers Kunsthand übernahm ebenfalls Konstruktionsmerkmale der jüngeren „Götzhand“: Das Handgelenk konnte in der Handwurzel abgewinkelt werden:S. 33 und durch ein Radiallager war die Hand gegenüber dem Unterarmschaft passiv rotierbar (Pronation beziehungsweise Supination) – eine Bewegungsebene, die Christian von Mechel 1815 bei seiner Untersuchung der Götzhand noch nicht erkannt hatte.:S. 91ff.
Die Handprothese wurde nach zwei Gipsabdrücken (vom Armstumpf und von der gesunden Hand) aus Neusilberblech geformt und wog lediglich 8 ½ Lot (125 g).:S. 23:S. 32 Die Fingerglieder waren an der Innenseite zur Verbesserung des Griffs mit Kork belegt.:S. 32 Der Träger der Prothese sollte damit schreiben, nähen und sticken, aber auch Lasten von bis 9 kg heben können.:S. 91ff.
Die Hand konnte einfach in ihre Einzelteile zerlegt werden, was Reparaturen vereinfachen und die Kosten dafür niedrig halten sollte. Der Anschaffungspreis lag mit 75 bis 100 Talern jedoch recht hoch.:S. 91ff.
Das von Eichler verwendete Neusilber blieb bis ins 20. Jahrhundert hinein Standardmaterial für Handprothesen.

## Schriften
- Margarethe Caroline Eichler: Beschreibung und Abbildung eines neuerfundenen künstlichen Fusses, zum Ersatze des Ober- und Unterschenkels. Berlin 1834 (archive.org).